# M777
O canhão  M777 howitzer é um obus, construido para ser sucessor do M198 como a principal peça de artilharia do exército e do Corpo de Fuzileiros dos Estados Unidos. O M777 também é utilizado no Canadá e na Austrália. Sua estreia em combate aconteceu na guerra do Afeganistão.
O M777 foi desenvolvido pela divisão de armamentos da BAE Systems. Sua principal linha de produção fica em Barrow-in-Furness, no Reino Unido. Os testes de eficiência e funcionalidade são feitas em Hattiesburg, Mississippi, nos Estados Unidos.

## História
Pesando aproximadamente 4 200 kg, o M777 é 41% mais leve que o M198, que pesava 7 154 kg. Grande parte desta redução de peso se deve ao uso extensivo de titânio. O cano da arma serve como barra de reboque, com o anel de conexão forjado como uma projeção do freio de boca. O M777 pode ser facilmente transportado por uma aeronave via cabos, como por um Lockheed C-130 Hercules ou até um helicóptero CH-47 Chinook, ou pode ser ainda rebocado por veículos com freio a ar com peso superior a 2,5 toneladas, como os do tipo FMTV e MTVR. A tripulação mínima necessária para manusear o canhão é de cinco pessoas, em comparação com as nove anteriores, embora a tripulação normal seja oito.
As variantes M777A1 e M777A2 usam um sistema de controle de disparo digital similar ao que o obuseiro M109A6 Paladin utiliza para navegação, apontando e auto-localização, permitindo que ele seja colocado em ação rapidamente. O M777A2 e outras versões mais modernas podem ser municiadas com o M982 Excalibur, com projéteis guiados por GPS, que permite disparos precisos a uma distância de até 40 km com notável precisão. Isso quase dobra a área coberta por uma única bateria para cerca de 1 250 km². Testado no Campo de testes de Yuma, no Arizona, pelo Exército dos Estados Unidos, foi colocado 13 dos 14 cartuchos Excalibur, disparados de até 24 km, que cairam dentro de uma área de dez metros no alvo, sugerindo um erro circular provável de cinco metros.

## Galeria

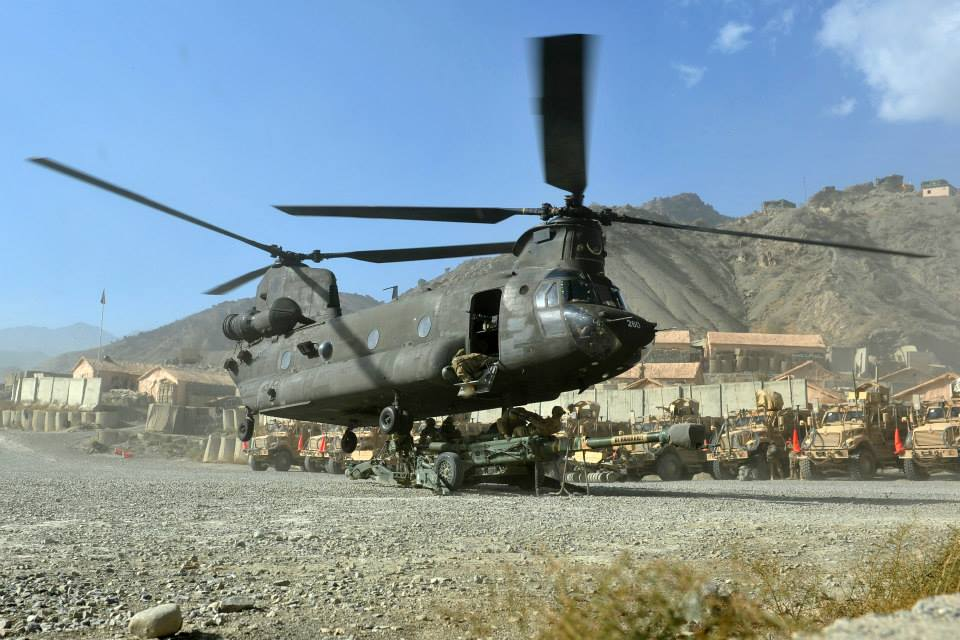
Um helicóptero CH-47 Chinook transportando, via cabo, um M777
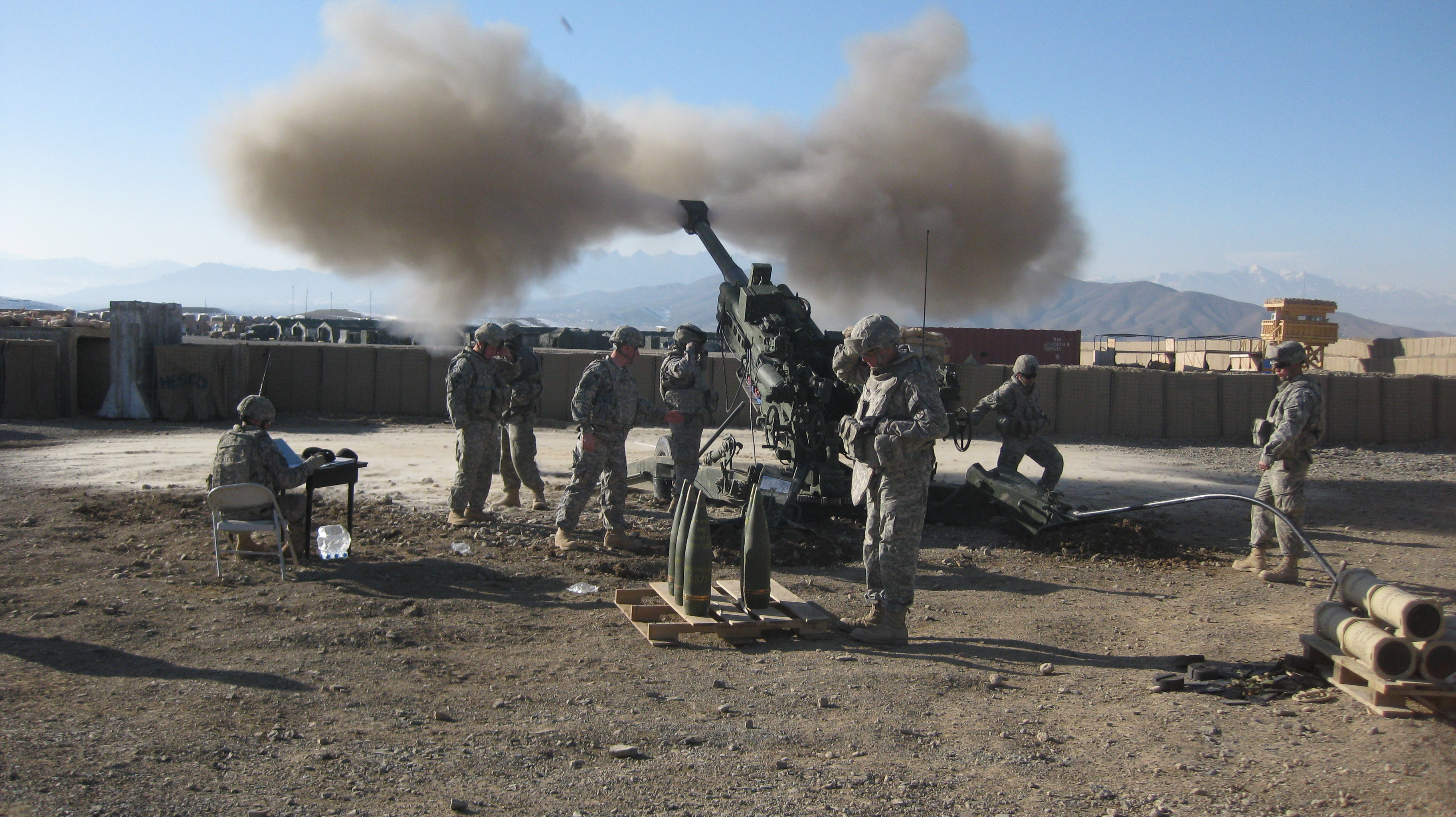
Um M777 americano na Província de Logar, no Afeganistão
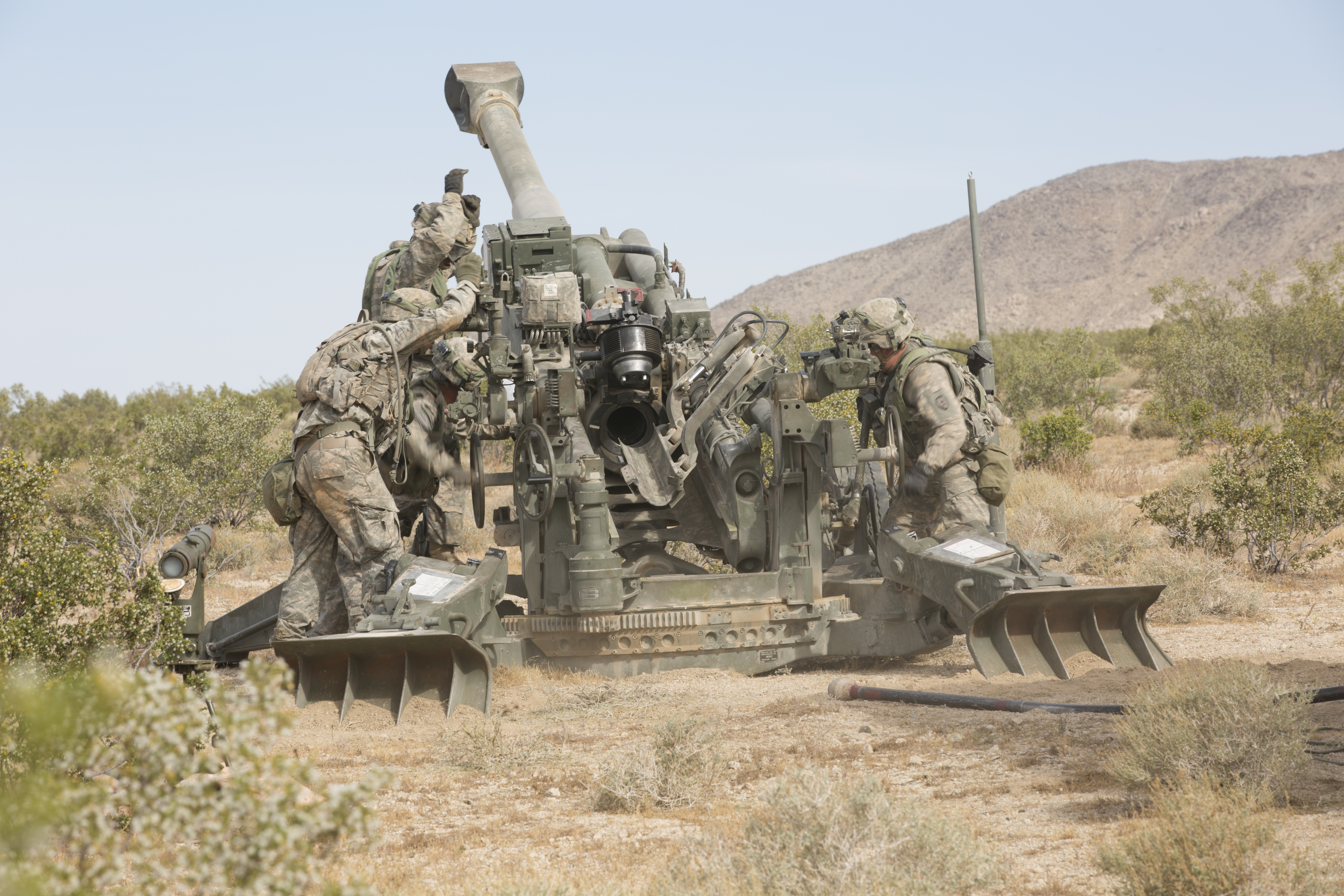
Visão da câmara da arma e pás nas trilhas
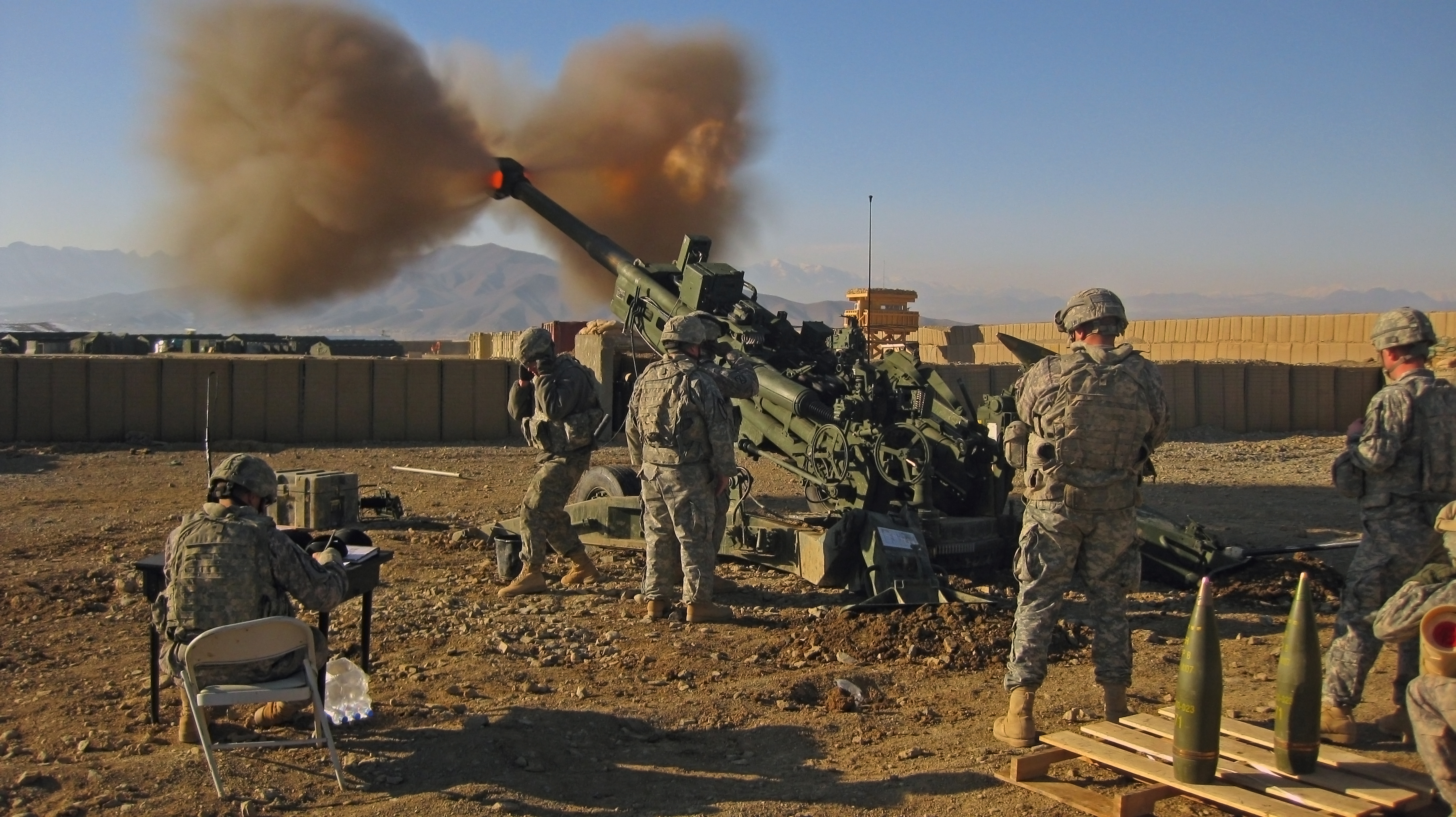
Soldados americanos disparando o obus no Iraque.
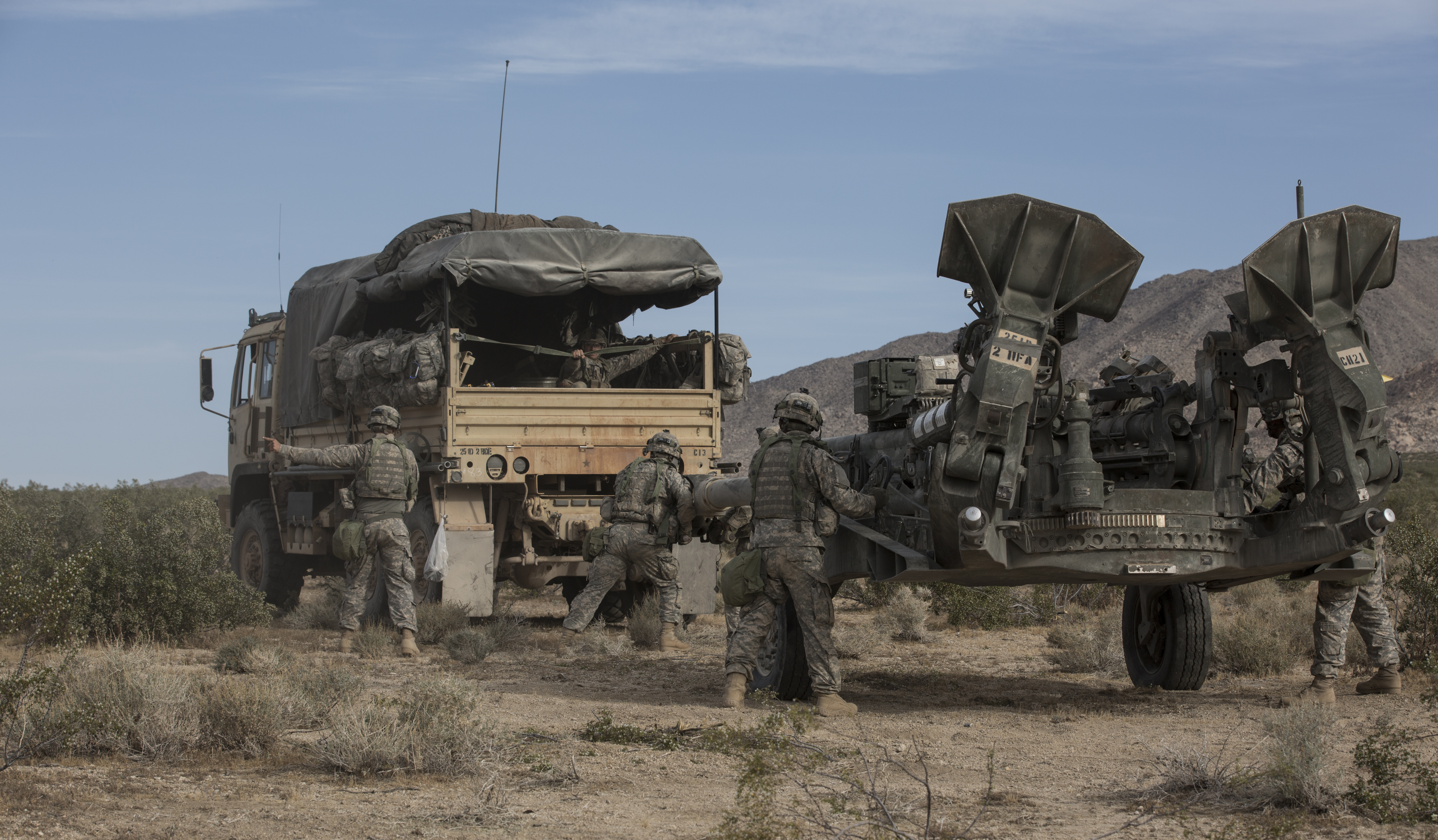
Configuração rebocada com o FMTV como veículo de transporte principal